# Supsa
Supsa (georgiska: სუფსა) är ett vattendrag i Georgien. Det ligger i den västra delen av landet, 260 km väster om huvudstaden Tbilisi. Supsa mynnar i Svarta havet.
Floden passerar bland annat samhället Supsa.